# Charlotte Corday
Marie-Anne Charlotte de Corday d'Armont poznatija kao Charlotte Corday (27. srpnja 1768. – 17. srpnja 1793.) je bila francuska revolucionarka. Najpoznatija je po ubojstvu Jean-Paula Marata u kadi njegovog doma.

## Životopis
Rođena je u propaloj plemićkoj obitelji. Među njenim precima je bio i slavni dramaturg Pierre Corneille.
Nakon majčine smrti preselila se u Caen, gdje je živjela u opatiji Svetog trojstva.

## Maratovo ubojstvo
Potaknuta djelima Plutarha, Rousseaua i enciklopedista odlučila je osvetiti nasilje nad žirondincima. Za žrtvu je odabrala Marata, njihovog nepopustljivog neprijatelja.
Dana 9. srpnja krenula je u Pariz. Tri dana kasnije napisala je Adresse aux Francais da bi opravdala potez koji će učiniti. Sutradan ,13. lipnja se predstavila Maratu. Dvaput su je zaustavili na vratima pa mu je ona napisala poruku apelirajući na njegovu velikodušnost.
Marat ju je primio sjedeći u kadi u kojoj je liječio kožnu bolest.
Izmijenili su tek nekoliko riječi a onda ga je ona izbola nožem. Odmah je bila uhićena.

## Suđenje
Na suđenju je izjavila: Ubila sam jednog čovjeka kako bih spasila tisuću drugih. To je bilo pozivanje na izjavu samog Robespierrea koji je slično izjavio prije smaknuća kralja Luja XVI.

## U književnosti
Pisac Alphonse de Lamartine joj je 1847. dao nadimak l'ange de l'assassinat (anđeo ubijanja).

## Vanjske poveznice
- Slike Charlotte Corday i mijesta povezanih s njenim životom